# Zhang Qiujian
En aquest nom xinès, el cognom és Zhang.
Zhang Qiujian (xinès: 张邱建)  (Imperi Xinès, c. 430 (Gregorià) - c. 490 (Gregorià)) (en xinès tradicional: 張邱建; en xinès simplificat: 张邱建; en pinyin: Zhāng Qiū jiàn; en Wade-Giles Chang Ch'iu-Chin) va ser un matemàtic xinès del segle v dC. No es coneix res de la seva vida. Només se sap que és l'autor del Zhang Qiujian Suanjing (Manual de matemàtiques de Zhang Qiujian), un dels deu llibres de matemàtiques que en el segle vii van ser d'obligatori coneixement pels funcionaris imperials. El llibre és una ampliació dels Nou capítols de les arts matemàtiques, proposant problemes més complexos, sobretot amb fraccions, arrels quadrades i cúbiques, sistemes d'equacions lineals (pel mètode fang cheng, que no és altra cosa que la reducció gaussiana) i mètodes de falsa posició i doble falsa posició.
El llibre es compon de tres parts, amb un total de 92 problemes. El problema 38 de la part tercera és, potser, el més famós:
| « | Problema de les cent aus: Els galls costen 5 quians cadascun, les gallines 3 qians i per 1 quian tens tres pollastres. Si 100 aus t'han costat 100 quians, quants galls, gallines i pollastres tens? | » |

Zhang dona tres solucions possibles: 4 galls, 18 gallines i 78 pollastres; 8 galls, 11 gallines i 81 pollastres; 12 galls, 4 gallines i 12 pollastres. Aquestes són totes les solucions possibles (a part de les més trivials com 20 galls, 0 gallines i 0 pollastres). No se sap com va trobar Zhang totes les solucions possibles del problema.